# 1564 Srbija
1564 Srbija eller 1936 TB är en asteroid i huvudbältet, som upptäcktes den 15 oktober 1936 av den serbiske astronomen Milorad B. Protić vid Belgrads observatorium. Den har fått sitt namn efter det europeiska landet Serbien.
Asteroiden har en diameter på ungefär 41 kilometer.